# ももりん
ももりんは、福島市のマスコットキャラクターである。主に福島市のPR活動に使われる。モチーフは吾妻小富士の「雪うさぎ」。

## 概要
1996年4月に福島市の観光PRキャラクターとして制定された。それに伴い愛称を公募し、1996年11月、総数17,000通の中から、特産のモモとリンゴに由来する「ももりん」が選考された。もっとも、当初、「りん」は親しみを込めた呼称として付けられたものであり、リンゴにもつながることは後になって判明したものである。
モチーフとなった「雪うさぎ」は、福島市の西に位置する吾妻連峰の山のひとつである吾妻小富士に、春になると現れるうさぎの形の残雪である。農作物の種まきの時期に現れることから、「種まきうさぎ」とも呼ばれる。
PRキャラクター誕生の発端は、1995年、ふくしま国体のキャラクター「キビタン」に注目が集まっていたことから、福島市が広報パンフレットの堅いイメージを払拭すべく、キビタンに代わるキャラクターをデザインしたことにある。現在、ももりんの版権は福島市観光コンベンション協会が保有している。
初代のももりんは全体的に細身のデザインであったが、2000年代から可愛らしい2代目のデザインに変更された。福島市の複合施設こむこむやふれあい歴史館などの市施設のマスコットとしても使用されている。
ももりんには複数のラインナップが存在する（以下は主なラインナップ）。
- 板倉ももりん - 福島市ふれあい歴史館のマスコットキャラクターで板倉氏福島藩主がモチーフ[9]
- ブラックももりん - 2014年5月、ももりんのライバルキャラクターとしてイベントに初登場[3]

## 商品展開
以下の施設や福島市内の店舗などで、ももりんグッズが販売されている。
- 福島駅西口2階 福島市観光案内所
- チェンバおおまち1階 街の情報空間Kitasan
- 日野屋楽器店
- 中合福島店地下1階
- ふくしまWeb特産市（福島市観光コンベンション協会ネットショップ）